# Beaulieu-sur-Mer
Beaulieu-sur-Mer – miejscowość i gmina we Francji, w regionie Prowansja-Alpy-Lazurowe Wybrzeże, w departamencie Alpy Nadmorskie.
Według danych na rok 1990 gminę zamieszkiwały 4013 osoby, a gęstość zaludnienia wynosiła 4224 osoby/km² (wśród 963 gmin regionu Prowansja-Alpy-W. Lazurowe Beaulieu-sur-Mer plasuje się na 156. miejscu pod względem liczby ludności, natomiast pod względem powierzchni na miejscu 829.).
W mieście znajduje się stacja kolejowa Gare de Beaulieu-sur-Mer.

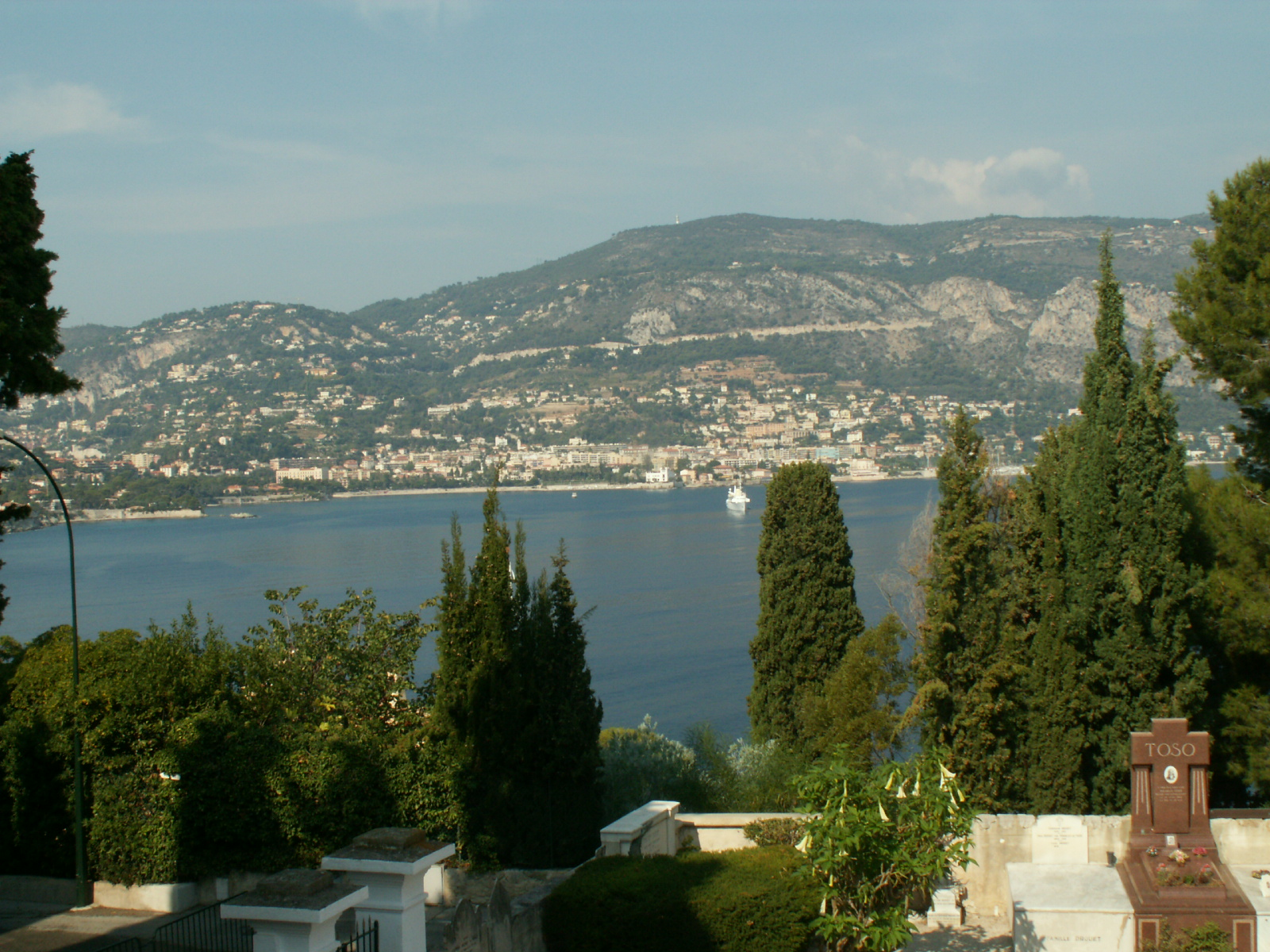
Beaulieu-sur-Mer
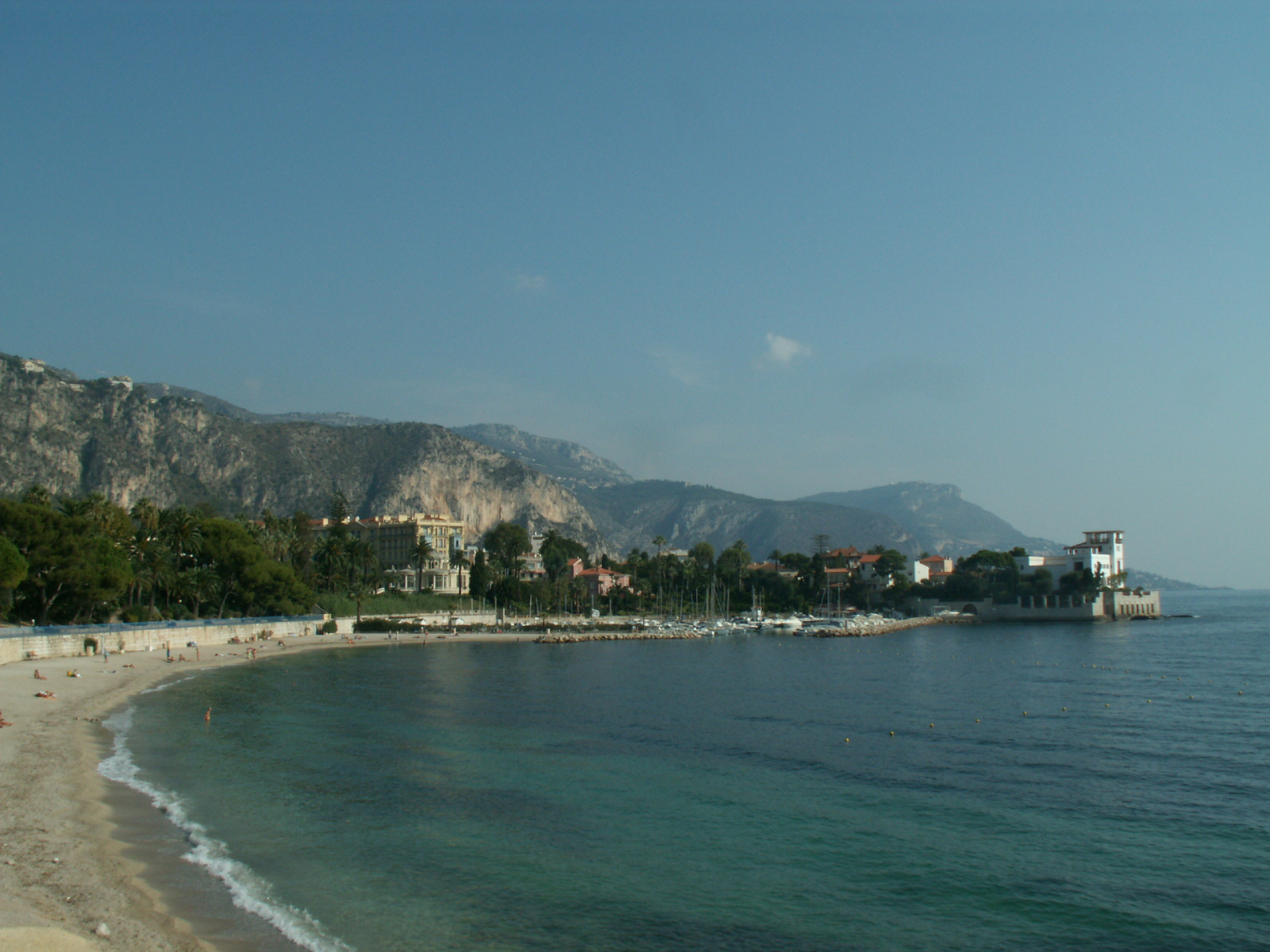
Beaulieu-sur-Mer: Villa Kérylos
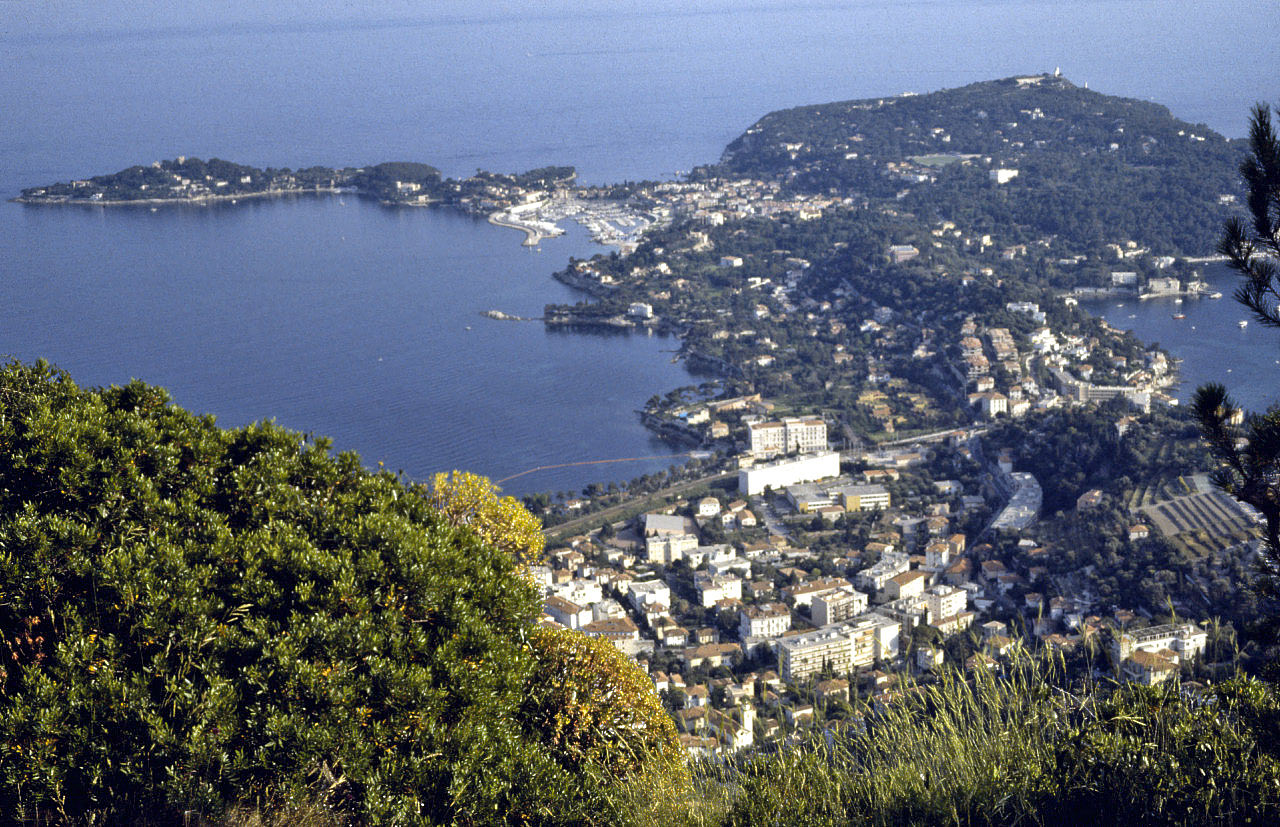
Cap Ferrat

## Miasta partnerskie
- Tempe, USA